# マスジド大塚
マスジド大塚（マスジドおおつか）は、日本の東京都豊島区にあるモスク。池袋駅の近くにあった礼拝所を前身として2000年に開設された。4階建ての鉄筋コンクリート造のビルであり、ドームとミナレットが1つずつ設けられている。モスクは日本イスラーム文化センターによって運営され、礼拝などの宗教的活動のほか炊き出しや難民支援などの社会的活動を行っている。大塚モスクとしても知られる。

## 所在地
マスジド大塚は東京都豊島区南大塚3丁目42番地7号に位置する。この場所はJR山手線の大塚駅や都電荒川線の大塚駅前停留場、東京メトロ丸ノ内線の新大塚駅からそれぞれ徒歩10分ほどの立地となっている。

## 歴史
マスジド大塚の前身は、池袋駅の西口近くの繁華街にある雑居ビルの5階にあった、池袋モスクとして知られていた礼拝所である。主要なターミナル駅である池袋駅に近かったため、この礼拝所を使用するムスリムは次第に増加し、アジアやアフリカを中心に20か国以上から来たムスリムおよそ200人が出入りしていた。しかし、それによって礼拝所は手狭になっていった。こうした理由から、1990年代末、印刷工場として用いられていた4階建てのビルを購入・改装した。1999年には池袋モスクを閉鎖し、2000年にマスジド大塚として開設した。

## 建築
モスクは4階建てのビルであり、緑色のドームとミナレットが1つずつある。1階は女性専用の礼拝室、2階と3階が男性専用の礼拝室になっている。4階には事務室があり、結婚の宣誓やカウンセリングなどに用いられている。屋上には調理室が設けられており、食事会などで調理を行う際に用いられている。

## 運営
マスジド大塚の運営は宗教法人日本イスラーム文化センター (JIT) が行っている。活動はマスジド大塚に通うムスリムがボランティアとして参加し、それぞれ「ハラール認証」や「マスジド間連携」といった担当に分かれて活動が行われている。

## 活動

### 宗教的活動
礼拝にはパキスタンやバングラデシュを中心として、インドネシア、マレーシア、ミャンマー、インドなどの東南アジアから南アジア出身者が多い。ただし、アラビアやアフリカ出身者や日本人も少なくない。モスクでは平日の放課後や土曜日、長期休暇の際などに子どもに向けてアラビア語の読み書きやクルアーンの授業を行っている。また、モスクの横には幼稚園「International Islamic School Otsuka Kindergarten」を併設している。将来の学校法人化を目指しているが、2007年時点で無認可である。

### 社会的活動
マスジド大塚では生活困窮者へ向けた炊き出しや難民支援を行っている。2001年にはアフガニスタン難民に向けて冬物の古着を送る運動を開始し、2003年時点でアフガニスタンの8万世帯以上に古着を送った。また、COVID-19のパンデミックが始まると、食品を子ども食堂などへ配る事業を開始した。